# Euridice (ópera)
Euridice (também conhecida como Erudice ou Eurydice) é uma ópera de Jacopo Peri, com música adicional de Giulio Caccini. É a ópera mais antiga ainda conservada na sua totalidade, já que maioria da ópera anterior de Peri, Dafne, foi perdida. (Caccini escreveu a sua própria "Euridice" enquanto escrevia música para a ópera de Peri, publicou a sua versão antes da versão de Peri ter sido representada, em 1600, e fez a ser representada dois anos depois.) O libreto de Ottavio Rinuccini é baseado nos livros X e XI da Metamorfoses de Ovídio que conta a história do lendário músico Orfeu e da sua mulher Eurídice.
A ópera foi representada pela primeira vez em Florença no 6 de outubro de 1600 no Palazzo Pitti com Peri a cantar o papel de Orfeu.

## História da composição
A Euridice foi criada para o casamento do Rei Henrique IV de França e de Maria de Médici. Esta obra é considerada a segunda ópera moderna, e o primeiro drama musical desse tipo a ficar conservado até os dias de hoje. (A primeira, Dafne, foi escrita pelos mesmos autores em 1597.)
Já que ambos o libreto e a música foram dedicados à nova Rainha de França,  Maria de Médici, alguns académicos reconheceram um possível paralelo entre Eurídice e Orfeu e a Rainha e o Rei de França. Enquanto a comparação é várias vezes feita, alguns académicos debatem que as características de Rei Henrique IV são diferentes das de Orfeu, especialmente referindo-se ao feito mais famoso de Orfeu. Orfeu amava Eurídice tanto que viajou até ao Inferno e voltou, literalmente, para poder estar reunido com a sua amada, enquanto que o Rei Henrique IV nem se quis deslocar até Florença para ir buscar Maria de Médici.
Na estreia, muitos dos papéis foram representados por membros da companhia de Caccini, incluindo a sua filha, Francesca Caccini. Peri compôs toda a música, mas devido á importância integral de Caccini e da sua companhia, alguma da música de Peri acabou por ser substituida pela música de Caccini. Quando Caccini descobriu que Peri queria publicar a ópera com as peças de Caccini, ele apressou-se para acabar a sua versão da Euridice usando o mesmo libreto, e conseguiu publicar a sua primeiro que a do Peri. No seu prefácio, Peri diz que toda a música já tinha sido completada na data da primeira atuação dando assim á sua obra a designação de Prima Euridice.
Ao criar a música para a Euridice, Peri pensou num estilo vocal que é metade falado, metade cantado. Para partes menos dramáticas, ele criou linhas vocais parecidas ao estilo da linguagem falada que sobrepõem um acompanhamento contínuo. Para partes emocionantes, ele usou melodias mais fortes e mais rápidas com harmonias mudando continuamente. Os críticos de Peri comentaram que na música de Euridice, ele não criou nada notável musicalmente. Contudo, ele usou diferentes extensões vocais e cadências para distinguir diferentes personagens e climas dramáticos. A voz e o acompanhamento são cuidadosamente ritmadas para acentuar a tensão e a liberação no texto. A entoação, tanto ritmicamente como melodicamente, tem muitas parecenças com o discurso dramático. Além disso, exclamações emocionantes são acompanhadas por dissonâncias e movimentos inesperados no baixo.
Até os seus maiores depreciadores admitiram que com Euridice, Peri conseguiu estabelecer princípios sonoros para composição lírica. A obra estabeleceu na ópera o recurso dual da ária e do recitativo, e explora o uso de solo, ensemble e canto coral.

## Papéis
| Papel                                   | Tipo de voz        |
| --------------------------------------- | ------------------ |
| La Tragedia                             | soprano castrato   |
| Euridice                                | soprano            |
| Orfeo                                   | tenor              |
| Aminta, uma pastora                     | tenor              |
| Arcetro, um pastor                      | contralto castrato |
| Tirsi, um pastor                        | tenor              |
| Caronte                                 | baixo              |
| Dafne                                   | sopranista         |
| Plutone                                 | baixo              |
| Proserpina                              | soprano castrato   |
| Radamanto                               | tenor              |
| Venere                                  | soprano castrato   |
| Ninfas, pastores e divindades Infernais |                    |

## Sinopse
A Euridice de Peri conta a história do músico Orfeu e de Eurídice da mitologia grega. Segundo o mito, Orfeu era um ótimo músico que viajou até ao submundo para implorar aos deuses para que eles trouxessem a sua mulher, Eurídice, de volta à vida, após ter sido fatalmente ferida.

### Ato 1
Começa com uma simples melodia cantada por um cantor que representa a Musa da Tragédia, La Tragedia, e um pequeno ritornello. Os pastores e a musa cantam uma conversa em recitativos e refrães, Dafne entra para dizer a todos que Eurídice foi fatalmente mordida por uma serpente.
Cena 1
Todas as ninfas e pastores juntam-se para celebrar o casamento de Orfeu e Eurídice.
Cena 2
Orfeu está feliz após o seu casamento mas é interrompido por Dafne. Ela traz as notícias horríveis de que Eurídice foi mordida por uma cobra venenosa e morreu. Orfeu, então, promete resgatá-la do submundo.
Cena 3
Arcetro conta que enquanto Orfeu estava a dormir, Vénus, a deusa do amor, levou-o na sua carruagem.

### Ato 2
Começa com Orfeu a implorar a Venere, Plutone, Prosperina, Camaronte e Radamando, no submundo, para implorar para que eles deixem a sua amada voltar à vida. A cena quase toda é representada em recitativo. Quando o ato acaba, Orfeu está com Tirsi e os outros pastores.
Cena 4
Vénus e Orfeu chegam aos portões do submundo. Vénus sugere que, com a sua lendária voz, Orfeu podia convencer Plutone a fazer Eudírice voltar à vida. Orfeu sucede e recebe permissão para sair com a sua mulher.
Cena 5
Orfeu e Eudírice voltam do submundo e festejam.

## Apresentações musicais
| Partes  | Cenas  | Obras individuais                                 | Personagens                                                  |
| ------- | ------ | ------------------------------------------------- | ------------------------------------------------------------ |
| Prólogo | Cena 1 | Prologo - lo, che d'alti sospir vaga e di planti  | La Tragedia                                                  |
| Ato 1   | Cena 1 | Ninfe, ch'i bei crin d'oro                        | Pastore del coro, Ninfa del coro                             |
| Ato 1   | Cena 1 | Vaghe ninfe amorose                               | Arcetro, Pastore del coro, Ninfa del coro                    |
| Ato 1   | Cena 1 | Donne, ch'a' miei diletti                         | Euridice, Ninfa del coro                                     |
| Ato 1   | Cena 1 | Credi, ninfa gentile                              | Aminta, Pastore del coro                                     |
| Ato 1   | Cena 1 | In mille guise e mille                            | Euridice, Coro                                               |
| Ato 1   | Cena 1 | Al canto, al ballo, all'ombra, al prato adorno    | Coro, Pastore del Coro, Ninfa del coro, Altre Ninfe del coro |
| Ato 1   | Cena 2 | Antri, ch'a' miei lamenti                         | Orfeo                                                        |
| Ato 1   | Cena 2 | Sia pur lodato il ciel, lodato Amore              | Arcetro, Orfeo                                               |
| Ato 1   | Cena 2 | Tirsi viene in scena sonando la presente Zinfonia | Orfeo, Tirsi                                                 |
| Ato 1   | Cena 2 | Deh come igni bifolco, ogni pastore               | Arcetro, Orfeo                                               |
| Ato 1   | Cena 2 | Lassa! Che di spavento e di pietate               | Dafne, Arcetro, Orfeo                                        |
| Ato 1   | Cena 2 | Per quel vago boschetto                           | Dafne, Arcetro                                               |
| Ato 1   | Cena 2 | Non piango e non sospiro                          | Orfeo                                                        |
| Ato 1   | Cena 2 | Ahi! Mort' invid' e ria                           | Arcetro, Dafne, Ninfa del coro                               |
| Ato 1   | Cena 2 | Sconcolati desir, gioie fugaci                    | Aminta, Ninfa del coro                                       |
| Ato 1   | Cena 2 | Cruda morte, ahi pur potesti                      | Coro, Ninfa del coro, Due Ninfa e un Pastore del coro        |
| Ato 1   | Cena 3 | Se fato invido e rio                              | Arcetro, Coro                                                |
| Ato 1   | Cena 3 | Con frettoloso passo                              | Arcetro, Dafne, Coro                                         |
| Ato 1   | Cena 3 | Io che pensato havea di starmi ascoso             | Arcetro, Pastore del coro                                    |
| Ato 1   | Cena 3 | Se de' boschi i verdi onori                       | Coro                                                         |
| Ato 1   | Cena 3 | Poi che dal bel sereno                            | Pastoro del coro, Coro                                       |
| Ato 2   | Cena 4 | Scorto da immortal guida                          | Venere, Orfeo                                                |
| Ato 2   | Cena 4 | L'oscuro varc'onde siam gunti a queste            | Venere                                                       |
| Ato 2   | Cena 4 | Funeste piagge, ombrosi orridi campi              | Orfeo                                                        |
| Ato 2   | Cena 4 | Ond'e cotanto ardire                              | Plutone                                                      |
| Ato 2   | Cena 4 | Deh, se la bella Diva                             | Orfeo                                                        |
| Ato 2   | Cena 4 | Dentro l'infernal porte                           | Plutone, Orfeo                                               |
| Ato 2   | Cena 4 | O Re, nel cui sembiante                           | Prosperpina                                                  |
| Ato 2   | Cena 4 | A si soavi preghi                                 | Orfeo, Plutone                                               |
| Ato 2   | Cena 4 | Sovra l'eccelse stelle                            | Caronte, Plutone, Orfeo                                      |
| Ato 2   | Cena 4 | Trionfi oggi pietà ne' campi inferni              | Plutone, Orfeo                                               |
| Ato 2   | Cena 4 | Poi che gl'eterni imperi                          | Deita D'Inferno primo coro, Secondo coro, Radamanto          |
| Ato 2   | Cena 5 | Già del bel carro ardente                         | Arcetro, Coro                                                |
| Ato 2   | Cena 5 | Voi, che sì ratt'il volo                          | Aminta, Coro, Arcetro                                        |
| Ato 2   | Cena 5 | Quand'al tempio n'andaste, io mi pensai           | Aminta, Pastora del coro                                     |
| Ato 2   | Cena 5 | Chi può del cielo annoverar le stelle             | Aminta, Arcetro                                              |
| Ato 2   | Cena 5 | Gioite al canto mio selve frondose                | Orfeo, Ninfa del coro                                        |
| Ato 2   | Cena 5 | Quella, quella son io, per cui pangieste          | Euridice, Ninfa del coro, Dafne, Arcetro, Orfeo, Aminta      |
| Ato 2   | Cena 5 | Modi or soavi or mesti                            | Orfeo                                                        |
| Ato 2   | Cena 5 | Felice semideo, ben degna prole                   | Aminta                                                       |
| Ato 2   | Cena 5 | Ritornello strumentale                            | Tutto il coro                                                |
| Ato 2   | Cena 5 | Biond' arcier, che d'alto monte                   | (ritornello instrumentale)                                   |

Os nomes dos coros aparecem igual a como aparecem na pauta italiana. Pastore, Ninfa/Ninfe e Deita D'Inferno referem-se a pastores, ninfas e divindades infernais, respetivamente.